# سر بالای آب
سر بالای آب (به انگلیسی: Head Above Water) فیلمی محصول سال ۱۹۹۶ و به کارگردانی جیم ویلسون است. در این فیلم بازیگرانی همچون هاروی کایتل، کامرون دیاز، کریگ شفر، بیلی زین، شای دوفین ایفای نقش کرده‌اند.